# Flow Podcast
Flow Podcast es un podcast brasileño fundado por Bruno Monteiro Aiub ( Monark ) e Igor Rodrigues Coelho (Igor 3K) en 2018. El podcast está dirigido y producido por Gianluca Santana Eugenio (Gianzão). El podcast ya ha entrevistado a varias personas, entre ellas políticos, influencers digitales, entre otras celebridades. Es considerado uno de los más vistos del Brasil, con más de 5 millones de suscriptores en las redes sociales, como el YouTube .
El 8 de febrero de 2022, el presentador Bruno Montero (Monark) abandonó el podcast debido a una declaración que muchos consideraron antisemita .

## Trajectoria
Antes de crear el podcast, Bruno Monteiro Aiub ( Monark) e Igor Rodrigues Coelho (Igor 3K) tenían canales de videojuegos. Sin embargo, según el primero, "gameplay nunca deu tanto dinheiro". En 2014, Igor creó un canal de videojuegos en el que jugaba Grand Theft Auto, pero "acabou ficando maluco"  Monark e Igor estaban enojados, y ambos acordaron que el Flow Podcast es "el fruto del odio" y la " depresión ". Para el nombre del podcast, Monark inicialmente sugirió el nombre "Cult Flow", pero Igor dijo que solo Flow se vería mejor.
De pronto, Monark e Igor cubrieron todos los costos de Flow Podcast, pero a partir de febrero o marzo de 2020, el programa comenzó a pagarse solo. Desde entonces, ambos se ganan la vida solo con Flow Podcast, ganando dinero con patrocinios, AdSense y Twitch . Cuando se le preguntó si pensaban adaptar Flow para radio o televisión, Igor respondió que "a gente precisa da liberdade, se não tiver liberdade, aí é outro programa."
En el principio de 2022, el actual ministro Sergio Moro participó en una entrevista en Flow como parte de su estrategia política para las elecciones. El 8 de agosto, el expresidente del Brasil, Jair Bolsonaro, participó del podcast, en el que criticó al Supremo Tribunal Federal (STF) y a Petrobras . Fue el primer candidato en la elección presidencial en ser entrevistado. Según Estúdios Flow, los candidatos Ciro Gomes, Luiz Inácio Lula da Silva y Simone Tebet también recibieron la invitación.

## Descripción
Según Monark, Flow está inspirado en The Joe Rogan Experience, del podcaster Joe Rogan . Aún según él, no hay agenda ni conversación previa al programa. UOL y Exame dijeron que Flow se destaca por su estilo informal, que se asemeja a una "conversación de bar". El podcast tiene un canal de cortes, que contiene solo extractos de los episodios.

## Actuación
Flow Podcast ha estado frecuentemente entre los podcasts mejor calificados en Brasil. El programa debutó en la lista Apple Podcasts Top Podcasts el 17 de febrero de 2019, alcanzando la cima de la lista en múltiples ocasiones y en días consecutivos, la primera de las cuales fue el 13 de agosto de 2020.
La entrevista del ministro Sergio Moro a principios de 2022 alcanzó los 82.000 espectadores simultáneos, perdiendo ante la audiencia de Lula en el podcast Podpah (292.000) y el streamer Casimiro en Twitch ( 545,6 . ). La entrevista de Jair Bolsonaro el 8 de agosto de 2022 alcanzó un máximo de 573 038 espectadores, superando a Lula en Podpah . El 26 de septiembre de 2022, Flow Podcast alcanzó otro hito al entrevistar al candidato presidencial Ciro Gomes, siendo el primer podcast en entrevistar a tres candidatos presidenciales en la misma campaña presidencial, con Jair Bolsonaro y Simone Tebet el 21 de agosto de 2022 2022. El 18 de octubre, Lula fue el cuarto candidato a presidente en 2022 entrevistado en Flow, y su entrevista rompió el récord del podcast más visto en Brasil, con más de un millón de espectadores simultáneos, superando así a los demás.

## Miembros
- Igor Coelho (Igor 3K) (2018-presente)
- Gianluca Santana (Gianzão) (2018-presente)

Miembros anteriores
- Bruno Aiub ( Monark ) (2018-2022)